# Helictopleurus hanskii
Helictopleurus hanskii là một loài bọ cánh cứng trong họ Bọ hung (Scarabaeidae).